# NGC 2946
NGC 2946 é uma galáxia espiral barrada (SB?) localizada na direcção da constelação de Leo. Possui uma declinação de +17° 01' 32" e uma ascensão recta de 9 horas, 39 minutos e 01,6 segundos.
A galáxia NGC 2946 foi descoberta em 1 de Abril de 1864 por Albert Marth.